# Final da Copa Libertadores da América de 2022
A final da Copa Libertadores da América de 2022 foi a 63.ª final da Libertadores da América, torneio continental organizado anualmente pela Confederação Sul-Americana de Futebol (CONMEBOL), e foi disputada em 29 de outubro de 2022, no Estádio Monumental em Guaiaquil, Equador. Assim como nas últimas das decisões da competição, a partida foi protagonizada por duas equipes brasileiras, sendo a quinta vez que isso ocorreu na história: o Flamengo, do Rio de Janeiro, que se classificou para a final pelo segundo torneio consecutivo, e o Athletico Paranaense, do Paraná. A partida foi apitada pelo argentino Patricio Loustau.
Os dois times se classificaram diretamente para a fase de grupos; o Flamengo por ter sido vice-campeão do Campeonato Brasileiro de 2021 e o Athlético por ter sido campeão da Copa Sul-Americana de 2021. O rubro-negro carioca ficou no grupo H, com Talleres, da Argentina, Universidad Católica, do Chile, e Sporting Cristal, do Peru, enquanto o furacão ficou no grupo B junto com Libertad, do Paraguai, The Strongest, da Bolívia, e Caracas, da Venezuela. O Flamengo se classificou para o mata-mata como líder de seu grupo, com dezesseis pontos, enquanto o Athlético passou em segundo lugar, com dez pontos. Nas fases eliminatórias, o Flamengo eliminou Deportes Tolima, Corinthians e Vélez Sarsfield, enquanto o Athlético passou por Libertad, Estudiantes e Palmeiras.
Na decisão, o Flamengo venceu o Athletico pelo placar de 1–0, com o gol sendo marcado por Gabriel Barbosa, que também foi eleito o melhor jogador em campo na partida. Foi a terceira conquista de Libertadores do clube carioca, depois de ter vencido em 1981 e 2019, juntando-se ao Santos, ao São Paulo, ao Grêmio e ao Palmeiras como maiores campeões brasileiros da Libertadores. Com a conquista, o Flamengo garantiu vaga para três torneios: o Mundial Interclubes da FIFA de 2022, a Recopa Sul-Americana de 2023, e a Libertadores da América de 2023.

## Sede
| País      | Estádio                         | Cidade         | Capacidade |
| --------- | ------------------------------- | -------------- | ---------- |
| Argentina | Estádio Presidente Perón        | Avellaneda     | 61 000     |
| Argentina | Estádio Libertadores de América | Avellaneda     | 48 069     |
| Argentina | Estádio Monumental de Núñez     | Buenos Aires   | 70 074     |
| Argentina | La Bombonera                    | Buenos Aires   | 54 000     |
| Argentina | Estádio Mario Alberto Kempes    | Córdova        | 57 000     |
| Brasil    | Arena da Baixada                | Curitiba       | 42 372     |
| Brasil    | Estádio Beira-Rio               | Porto Alegre   | 50 128     |
| Brasil    | Estádio do Maracanã             | Rio de Janeiro | 78 838     |
| Brasil    | Estádio do Morumbi              | São Paulo      | 67 052     |
| Brasil    | Neo Química Arena               | São Paulo      | 49 205     |
| Chile     | Estádio Nacional de Chile       | Santiago       | 58 665     |
| Equador   | Estádio Monumental              | Guaiaquil      | 59 283     |
| Peru      | Estádio Monumental              | Lima           | 80 093     |
| Peru      | Estádio Nacional do Peru        | Lima           | 50 000     |
| Uruguai   | Estádio Centenario              | Montevidéu     | 60 235     |

## Antecedentes
Foi a primeira vez que Flamengo e Athletico Paranaense se enfrentam em uma final de Libertadores, mas eles já foram finalistas do torneio em outras ocasiões. O Flamengo chegou a final em 1981, 2019 e 2021, conquistando o título nas duas primeiras e perdendo a final da edição anterior. Já o Athletico chegou novamente a uma final após 17 anos, quando perdeu para outra equipe brasileira, o São Paulo.
| Equipe               | Aparições em finais anteriores (negrito indica título) |
| -------------------- | ------------------------------------------------------ |
| Flamengo             | 3 (1981, 2019, 2021)                                   |
| Athletico Paranaense | 1 (2005)                                               |

## Caminhos até à final
| Pos. | Equipe               | Pts | J | V | E | D | GP | GC | SG |
| ---- | -------------------- | --- | - | - | - | - | -- | -- | -- |
| 1    | Flamengo             | 16  | 6 | 5 | 1 | 0 | 15 | 6  | +9 |
| 2    | Talleres             | 11  | 6 | 3 | 2 | 1 | 6  | 5  | +1 |
| 3    | Universidad Católica | 4   | 6 | 1 | 1 | 4 | 5  | 10 | –5 |
| 4    | Sporting Cristal     | 2   | 6 | 0 | 2 | 4 | 3  | 8  | –5 |

| Pos. | Equipe               | Pts | J | V | E | D | GP | GC | SG |
| ---- | -------------------- | --- | - | - | - | - | -- | -- | -- |
| 1    | Libertad             | 10  | 6 | 3 | 1 | 2 | 8  | 6  | +2 |
| 2    | Athletico Paranaense | 10  | 6 | 3 | 1 | 2 | 8  | 7  | +1 |
| 3    | The Strongest        | 6   | 6 | 1 | 3 | 2 | 8  | 7  | +1 |
| 4    | Caracas              | 6   | 6 | 1 | 3 | 2 | 4  | 8  | –4 |

Legenda: (C) casa; (F) fora

### Flamengo
O Flamengo se classificou diretamente para a fase de grupos da competição por ter sido vice-campeão do Campeonato Brasileiro de 2021. Sorteado como cabeça de chave do grupo H, com Talleres, da Argentina, Universidad Católica, do Chile, e Sporting Cristal, do Peru, se classificou em primeiro lugar do grupo, com 16 pontos (cinco vitórias e um empate, marcando 15 gols, sofrendo seis e com saldo positivo de nove gols), sendo o terceiro colocado entre todos os classificados.
No sorteio das oitavas de final, enfrentou o Deportes Tolima, da Colômbia. Na partida de ida, em Ibagué, vitória por 1–0. Já no Maracanã, na partida de volta, uma goleada por 7–1, com quatro gols do atacante Pedro.
Nas quartas de final, um confronto entre as maiores torcidas do Brasil: Corinthians. Na partida de ida, em São Paulo, vitória por 2–0. No retorno, no Rio de Janeiro, nova vitória, por 1–0. Classificação para as semifinais.
Nas semifinais, o adversário foi o Vélez Sarsfield, da Argentina. Vitória expressiva na partida, em Buenos Aires, por 4–0. E nova vitória, no Rio de Janeiro, de virada, por 2–1 e a classificação para a segunda final consecutiva e a quarta na história do clube na competição.
O Flamengo chegou a final de forma invicta, com um dos melhores aproveitamentos da história da Libertadores e o melhor aproveitamento no formato atual.

### Athletico Paranaense
Por ter sido campeão da Copa Sul-Americana de 2021, o Athletico Paranaense se classificou diretamente para a fase de grupos da Libertadores. Sorteado como cabeça de chave do grupo B, junto com Libertad, do Paraguai, The Strongest, da Bolívia, e Caracas, da Venezuela, o Rubro-Negro classificou-se na segunda vaga do seu grupo, com dez pontos (três vitórias, um empate e duas derrotas, oito gols marcados, sete gols sofridos e saldo positivo de um gol). O desempate com o Libertad, primeiro do grupo, foi no saldo de gols — o clube paraguaio possui um saldo positivo de dois gols.
No sorteio das oitavas de final, o Athletico Paranaense — 12.º colocado na classificação geral — encarou novamente o Libertad, primeiro colocado do seu próprio grupo. Na primeira partida, em Curitiba, vitória por 2–1. Na partida de volta, em Assunção, empate em 1–1, com gol aos 90 minutos.
Na etapa seguinte, quartas de final, enfrentou o Estudiantes, da Argentina. Empate em Curitiba por 0–0 e vitória, aos 6 minutos de acréscimo do segundo tempo, na partida de volta, em La Plata, por 1–0.
Na semifinal, confronto de brasileiros, enfrentando o Palmeiras. Vitória na partida de ida, também em Curitiba, por 1–0. Na partida de volta, em São Paulo, conseguiu reverter um placar desfavorável, de 2–0 no primeiro tempo, para o resultado final de 2–2 e a classificação para a final da competição.

## Partida

### Detalhes
| 29 de outubro | Flamengo      | 1 – 0                   | Athletico Paranaense | Estádio Monumental, Guaiaquil                         |
| 15:00 (UTC−5) | Gabriel 45+4' | Relatório (CONMEBOL) ge |                      | Público: ≈40 000 Árbitro: ARG Patricio Loustau (FIFA) |

| 0 | Flamengo | Athletico | 0 |

| G              | 20 | Santos          |     |     |
| LD             | 22 | Rodinei         |     |     |
| Z              | 23 | David Luiz      |     |     |
| Z              | 4  | Leo Pereira     |     |     |
| LE             | 16 | Filipe Luís     |     | 20' |
| V              | 8  | Thiago Maia     |     | 71' |
| M              | 7  | Éverton Ribeiro |     |     |
| V              | 35 | João Gomes      |     |     |
| M              | 14 | De Arrascaeta   | 68' | 84' |
| A              | 9  | Gabriel         |     | 84' |
| A              | 21 | Pedro           |     |     |
| Substitutos:   |    |                 |     |     |
| G              | 1  | Diego Alves     |     |     |
| Z              | 15 | Fabrício Bruno  |     |     |
| Z              | 26 | Ayrton Lucas    |     | 20' |
| Z              | 30 | Pablo           |     |     |
| Z              | 34 | Matheuzinho     |     |     |
| M              | 2  | Erick Pulgar    |     |     |
| M              | 5  | Arturo Vidal    | 75' | 71' |
| M              | 10 | Diego           |     |     |
| M              | 29 | Victor Hugo     |     | 84' |
| M              | 42 | Matheus França  |     |     |
| A              | 18 | Everton         |     | 84' |
| A              | 31 | Marinho         |     |     |
| Técnico:       |    |                 |     |     |
| Dorival Júnior |    |                 |     |     |

| G                   | 1  | Bento             |          |     |
| LD                  | 13 | Khellven          |          |     |
| Z                   | 34 | Pedro Henrique    | 28', 43' |     |
| LE                  | 44 | Thiago Heleno     |          |     |
| V                   | 16 | Abner             |          |     |
| M                   | 50 | Fernandinho       |          |     |
| M                   | 17 | Hugo Moura        |          | 75' |
| M                   | 38 | Alex Santana      | 43'      | 46' |
| M                   | 8  | Vitor Bueno       |          | 57' |
| A                   | 11 | Vitinho           |          | 57' |
| A                   | 27 | Vitor Roque       |          | 65' |
| Substitutos:        |    |                   |          |     |
| G                   | 12 | Anderson          |          |     |
| Z                   | 22 | Nicolás Hernández |          |     |
| Z                   | 24 | Luis Orejuela     |          |     |
| Z                   | 42 | Matheus Felipe    |          | 46' |
| Z                   | 48 | Pedrinho          |          |     |
| M                   | 18 | Leo Cittadini     |          |     |
| M                   | 26 | Erick             |          |     |
| M                   | 28 | Tomás Cuello      |          |     |
| A                   | 5  | Pablo             |          | 65' |
| A                   | 9  | Agustín Canobbio  |          | 57' |
| A                   | 20 | David Terans      |          | 75' |
| A                   | 35 | Rômulo            | 73'      | 57' |
| Técnico:            |    |                   |          |     |
| Luiz Felipe Scolari |    |                   |          |     |

| Homem do jogo: Gabriel (Flamengo) Árbitros assistentes: ARG Diego Bonfá ARG Ezequiel Brailovsky Quarto árbitro: ARG Facundo Tello Quinto árbitro: ARG Facundo Rodríguez Árbitro de vídeo: ARG Mauro Vigliano Árbitro assistente de vídeo 1: PAR Éber Aquino Árbitro assistente de vídeo 2: PAR José Cuevas Árbitro assistente de vídeo 3: COL Nicolás Gallo | Regulamento: - 90 minutos. - 30 minutos de prorrogação caso haja empate no tempo normal. - Persistindo o empate, o vencedor será decidido nas disputa por pênaltis. - Doze jogadores substitutos. - Máximo de cinco substituições, com uma sexta sendo permitida em caso de prorrogação. |

### Estatísticas
| Primeiro tempo      | Flamengo | Athletico |
| ------------------- | -------- | --------- |
| Gols marcados       | 1        | 0         |
| Finalizações totais | 5        | 6         |
| Finalizações a gol  | 2        | 1         |
| Defesas             | 1        | 1         |
| Posse de bola       | 69%      | 31%       |
| Passes              | 235      | 107       |
| Escanteios          | 2        | 0         |
| Cartões amarelos    | 0        | 3         |
| Cartões vermelhos   | 0        | 1         |

| Segundo tempo       | Flamengo | Athletico |
| ------------------- | -------- | --------- |
| Gols marcados       | 0        | 0         |
| Finalizações totais | 10       | 3         |
| Finalizações a gol  | 2        | 2         |
| Defesas             | 2        | 2         |
| Posse de bola       | 77%      | 23%       |
| Passes              | 337      | 95        |
| Escanteios          | 7        | 2         |
| Cartões amarelos    | 2        | 1         |
| Cartões vermelhos   | 0        | 0         |

| Total               | Flamengo | Athletico |
| ------------------- | -------- | --------- |
| Gols marcados       | 1        | 0         |
| Finalizações totais | 15       | 9         |
| Finalizações a gol  | 4        | 3         |
| Defesas             | 3        | 3         |
| Posse de bola       | 73%      | 27%       |
| Passes              | 572      | 202       |
| Escanteios          | 9        | 2         |
| Faltas cometidas    | 11       | 12        |
| Cartões amarelos    | 2        | 4         |
| Cartões vermelhos   | 0        | 1         |

## Transmissão
No Brasil, o SBT transmitiu a decisão em TV aberta, enquanto que a ESPN fez a cobertura pela TV por assinatura. Essa também foi a última transmissão do torneio realizada pela emissora paulista, uma vez que a TV Globo recuperaria os direitos de transmissão da Libertadores pelas temporadas 2023–2026, encerrando um imbróglio que mantinha com a CONMEBOL desde 2020, ocasionado pelo rompimento da parceria com a entidade, interrompendo a cobertura da Libertadores de 2020 pelo canal.
A decisão pela TV aberta registrou uma média de 16 pontos e picos de 18, assumindo a liderança isolada por toda a partida na Grande São Paulo. No entanto, foi a pior média de uma final de torneio desde o início das transmissões da Libertadores. No Rio de Janeiro, registrou média de 28 pontos com picos de 33. Pela TV por assinatura, a média foi de 3,1 pontos, assumindo a liderança entre os canais esportivos.